# A muso duro (artisti vari)
A muso duro è un singolo benefico del supergruppo italiano Italia Loves Emilia, pubblicato il 13 novembre 2012.

## Descrizione
Nel 2012, in seguito al terremoto dell'Emilia, il brano A muso duro di Pierangelo Bertoli viene eseguito in versione live da tredici artisti italiani al termine di Italia Loves Emilia, concerto di iniziativa benefica tenutosi il 22 settembre a Campovolo.
In seguito, sempre nel 2012, il brano viene registrato in studio dagli artisti con l'inserimento finale di un cameo della voce di Pierangelo Bertoli. Viene estratto come singolo benefico per anticipare l'uscita del cofanetto Italia Loves Emilia. Il concerto (composto da 4 CD e 2 DVD), trasmesso in radio e commercializzato sulle piattaforme digitali al prezzo di 1,29 euro dal 13 novembre 2012.

## Video musicale
Il videoclip è stato diretto dal regista Riccardo Guernieri e si apre con una selezione di immagini delle conseguenze del terremoto dell'Emilia. A seguire, fotogrammi del concerto a Campovolo: dalla fase di allestimento a quella delle prove, dall'arrivo dei 150.000 spettatori all'esibizione dei tredici big sul palco.

## Tracce
1. A muso duro – 4:52 (Pierangelo Bertoli)

## Formazione
- Biagio Antonacci
- Claudio Baglioni
- Elisa
- Fiorella Mannoia
- Giorgia
- Jovanotti
- Ligabue
- Litfiba
- Negramaro
- Nomadi
- Renato Zero
- Tiziano Ferro
- Zucchero

Altri musicisti
- Ghigo Renzulli - chitarra
- Paolo Gianolio - basso, tastiera, chitarra
- Elio Rivagli - batteria

## Classifiche
| Classifiche (2012) | Posizione massima |
| ------------------ | ----------------- |
| Italia             | 23                |